# Waterloo (Nebraska)
Waterloo és una població dels Estats Units a l'estat de Nebraska. Segons el cens del 2000 tenia 459 habitants.

## Demografia
Segons el cens del 2000, Waterloo tenia 459 habitants, 183 habitatges, i 124 famílies. La densitat de població era de 492,3 habitants per km².
Dels 183 habitatges en un 30,6% hi vivien nens de menys de 18 anys, en un 60,7% hi vivien parelles casades, en un 4,4% dones solteres, i en un 31,7% no eren unitats familiars. En el 27,9% dels habitatges hi vivien persones soles el 9,8% de les quals corresponia a persones de 65 anys o més que vivien soles. El nombre mitjà de persones vivint en cada habitatge era de 2,51 i el nombre mitjà de persones que vivien en cada família era de 3,12.
Per edats la població es repartia de la següent manera: un 28,1% tenia menys de 18 anys, un 6,1% entre 18 i 24, un 26,6% entre 25 i 44, un 26,1% de 45 a 60 i un 13,1% 65 anys o més.
L'edat mediana era de 40 anys. Per cada 100 dones de 18 o més anys hi havia 98,8 homes.
La renda mediana per habitatge era de 45.625 $ i la renda mediana per família de 55.156 $. Els homes tenien una renda mediana de 36.875 $ mentre que les dones 21.827 $. La renda per capita de la població era de 19.089 $. Cap de les famílies i l'1,4% de la població estaven per davall del llindar de pobresa.

## Poblacions més properes
El següent diagrama mostra les poblacions més properes.